# Cautethia spuria
Cautethia spuria este o specie de molie din familia Sphingidae. Este întâlnită din Mexic și Costa Rica până în sudul Texas și Oklahoma.

## Descriere
Aripa superioară este gri sau brună cu marcaje negre. Aripa inferioară este galbenă (până la jumătate), iar marginea este neagră.
Există generații multiple într-un an, iar adulții se hrănesc cu nectarul florilor. Anvergura este de 35-45 mm.
Larvele au ca principală sursă de hrană Coutarea hexandra, Chiococca alba și Chiococca pachyphylla și probabil alte specii de Rubiaceae. 

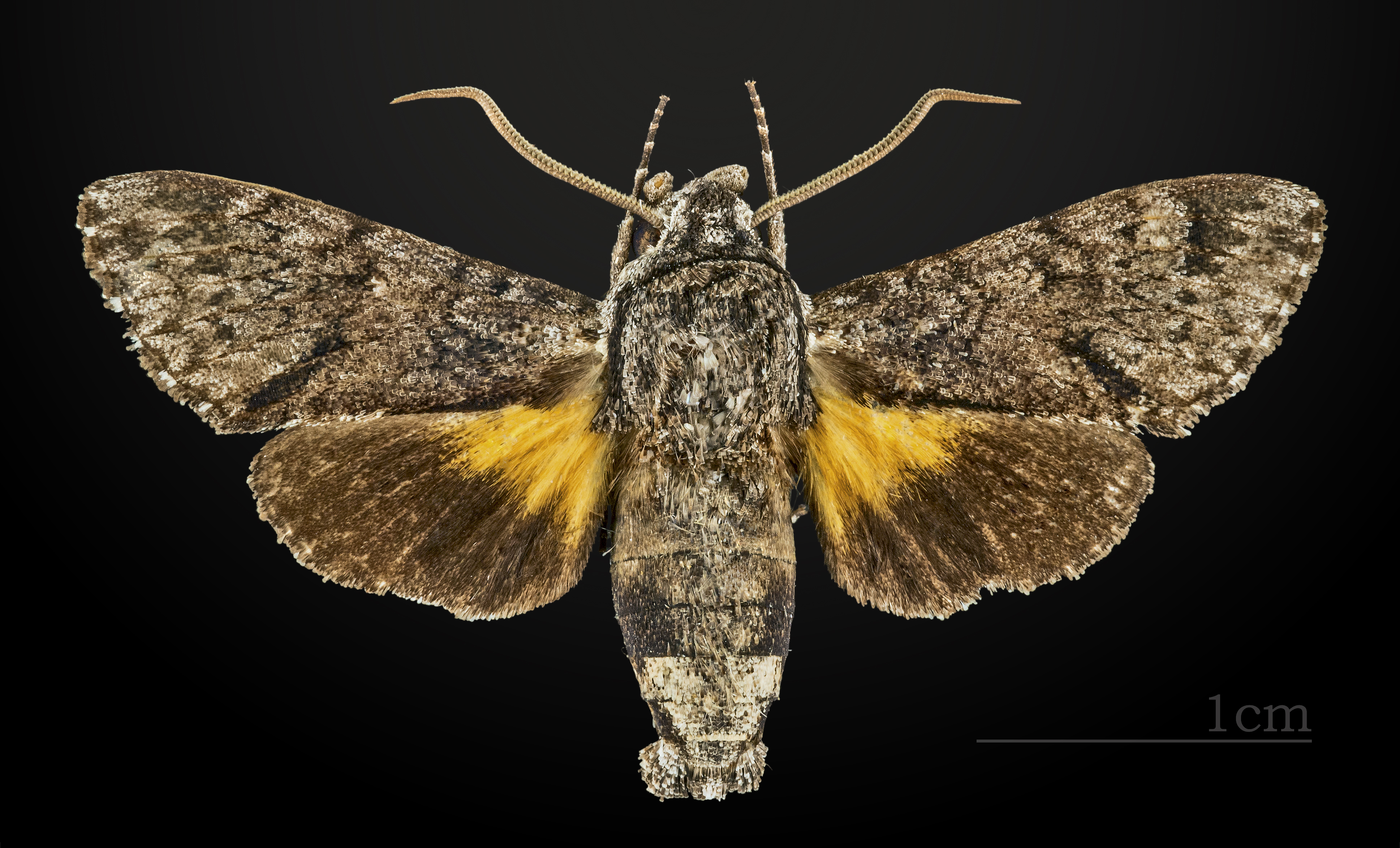
♂
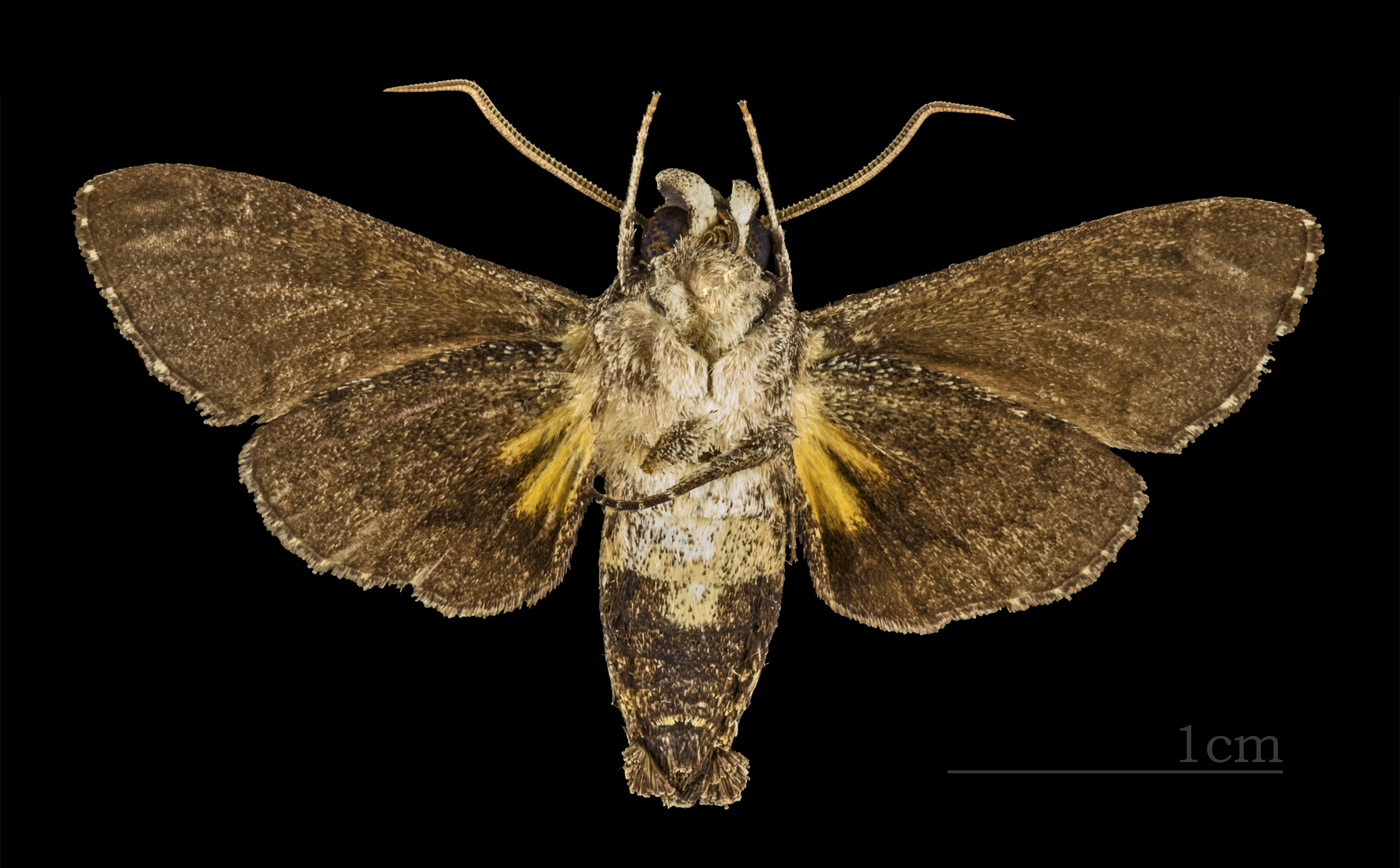
♂ △